# Nyakimonyi (vattendrag i Rutana)
Nyakimonyi är ett vattendrag i Burundi.   Det ligger i provinsen Rutana, i den centrala delen av landet, 110 km sydost om huvudstaden Bujumbura.
I omgivningarna runt Nyakimonyi växer huvudsakligen savannskog. Runt Nyakimonyi är det ganska tätbefolkat, med 80 invånare per kvadratkilometer.